# Числа алеф

Алеф-нуль, найменше трансфінітне натуральне число

В теорії множин (дисципліна математики),  числа Алеф  — множина чисел, що використовуються для представлення потужності (розміру) нескінченних множин. Названі за символом, що використовується для їх позначення – літери івриту алеф ({\displaystyle \aleph }).
Потужність множини натуральних чисел – {\displaystyle \aleph _{0}} (читається «алеф-нуль»), наступне, більше, кардинальне число - {\displaystyle \aleph _{1}}, потім - {\displaystyle \aleph _{2}} і так далі. Продовжуючи таким чином, можна визначити кардинальне число {\displaystyle \aleph _{\alpha }} для кожного порядкового числа α.
Концепція числа сходить до Георга Кантора, який визначив поняття потужності і виявив, що нескінченні множини можуть мати різні потужності.
Числа алеф відрізняються від нескінченності (∞), що часто зустрічається у алгебрі та математичному аналізі. Алеф визначає розмірність нескінченних множин; нескінченність, з іншої сторони, зазвичай, визначається як крайня границя числової прямої (використовується до функцій чи послідовностей, що «розбігаються до нескінченності» або «нескінченно ростуть»), або як крайня точка розширеної числової прямої.

## Алеф-нуль
{\displaystyle \aleph _{0}} є потужністю усіх натуральних чисел, та є першим нескінченим кардиналом. Множина має потужність {\displaystyle \aleph _{0}} тільки якщо це злічена нескінченна множина, яку можна поставити у пряму бієкцію, тобто «один-до-одного», з множиною натуральних чисел. До таких множин відносяться множина простих чисел, множина усіх раціональних чисел, множина алгебраїчних чисел, множина бінарних рядків усіх скінченних довжин і множина усіх скінченних підмножин будь-якої зліченної нескінченної множини.
Потужність зліченної множини {\displaystyle \aleph _{0}} є найменшим трансфінітним кардинальним числом. Це означає, що будь-яка нескінченна множина A має принаймні одну зліченну частину (тобто зліченну підмножину).
Для будь-якого скінченного числа m ≥ 1 виконуються рівності: 
m·{\displaystyle \aleph _{0}=\aleph _{0}} та {\displaystyle \aleph _{0}^{m}=\aleph _{0}}.

## Алеф-один
{\displaystyle \aleph _{1}} є потужністю множини всіх злічених порядкових чисел, яка називається ω1, або іноді Ω. Ця ω1 сама по собі є порядковим номером, більшим, за всі зліченні множини, тобто ця множина є незліченною. Таким чином {\displaystyle \aleph _{1}} відрізняється від {\displaystyle \aleph _{0}}. З визначення випливає, що не існує кардинального числа між {\displaystyle \aleph _{0}} та {\displaystyle \aleph _{1}}.
Для будь-якого скінченного числа m ≥ 1 виконуються рівності: 
m·{\displaystyle \aleph _{1}=\aleph _{1}}·{\displaystyle \aleph _{1}=\aleph _{1}^{m}=\aleph _{1}}^{\displaystyle \aleph _{0}=\aleph _{1}}, де m≥1 – ціле.